# Xylocopa ciliata
Xylocopa ciliata är en biart som beskrevs av Hermann Burmeister 1876. Xylocopa ciliata ingår i släktet snickarbin, och familjen långtungebin. Inga underarter finns listade i Catalogue of Life.